# Ni efelcistico
Nella grammatica del greco antico, il ni efelcistico (νῦ ἐφελκυστικόν, letteralmente "ni applicato in fondo") o ni eufonico, è una lettera ni (scritto ν; l'equivalente greco della lettera n) posta alla fine di alcune forme grammaticali del greco attico e del greco ionico. Tale utilizzo del ni è volto a evitare uno iato e, in metrica classica, a creare una sillaba lunga per posizione.

## Forme grammaticali
Il ni efelcistico può essere utilizzato alla fine di forme verbali (nella fattispecie quelle in -σι e in -ε), di sostantivi e di aggettivi. Nei paradigmi grammaticali è solitamente scritto tra parentesi, ad indicare il suo carattere opzionale. 
| terza persona plurale presente e futuro            | terza persona plurale presente e futuro | terza persona plurale presente e futuro |
| -------------------------------------------------- | --------------------------------------- | --------------------------------------- |
| λέγουσι(ν) τιθέασι(ν)                              | "essi dicono" "essi mettono"            | presente                                |
| λέξουσι(ν)                                         | "essi diranno"                          | futuro                                  |
| terza persona singolare perfetto e passato         |                                         |                                         |
| τέθνηκε(ν)                                         | "egli è morto"                          | perfetto                                |
| ἔλεγε(ν)                                           | "egli diceva"                           | imperfetto                              |
| εἶπε(ν)                                            | "egli disse"                            | aoristo                                 |
| ἐτεθνήκει(ν)                                       | "egli era morto"                        | piuccheperfetto                         |
| terza persona singolare presente (verbi atematici) |                                         |                                         |
| τίθησι(ν)                                          | "egli mette"                            | "egli mette"                            |
| ἐστί(ν)                                            | "egli è"                                | "egli è"                                |
| terza declinazione, dativo plurale                 |                                         |                                         |
| Ἕλλησι(ν)                                          | "ai greci"                              | "ai greci"                              |
| πᾶσι(ν)                                            | "a tutti"                               | "a tutti"                               |

## Utilizzo
Il ni efelcistico è utilizzato alla fine di una parola se la parola seguente inizia con una vocale, in modo da evitare uno iato.
- πᾶσιν ἔλεγεν ἐκεῖνα: "egli disse quelle cose a chiunque"

Esso non è invece necessario prima delle consonanti.
- πᾶσι λέγουσι ταῦτα: "essi dicono queste cose a tutti"

Va comunque notato che in poesia il ni efelcistico viene spesso utilizzato prima di una parola che inizia per consonante al fine di creare una sillaba lunga per posizione e che questo utilizzo lo si riscontra anche in iscrizioni in prosa.
Il ni efelcistico è inoltre spesso aggiunto anche alla fine di clausole e versi.